# La Grande Menace (film, 1978)
 (mai 2018).
Si vous disposez d'ouvrages ou d'articles de référence ou si vous connaissez des sites web de qualité traitant du thème abordé ici, merci de compléter l'article en donnant les références utiles à sa vérifiabilité et en les liant à la section « Notes et références ».
Pour les articles homonymes, voir La Grande Menace.
Pour plus de détails, voir Fiche technique et Distribution.
La Grande Menace (The Medusa Touch) est un film franco-britannique réalisé par Jack Gold, sorti en 1978.

## Synopsis
Brunel (Lino Ventura), un policier français exerçant temporairement à Londres, est désigné pour enquêter sur le meurtre du romancier John Morlar (Richard Burton). Tandis qu'ils examinent le lieu du crime, les policiers découvrent que la victime est toujours en vie, en dépit de graves blessures. Morlar est conduit à l'hôpital, où il est maintenu en vie avec une activité cérébrale à peine perceptible.
Avec l'aide du journal de Morlar ainsi que de sa psychiatre, le Dr Zonfeld (Lee Remick), Brunel reconstitue le passé de Morlar, rempli d'inexplicables catastrophes, incluant la mort brutale de plusieurs de ses proches, qu'il n'appréciait pas ou qui l'avaient offensé. Morlar se révèle être un médium avec de formidables pouvoirs télékinésiques. Alors que son état semble s'améliorer à la grande stupéfaction des médecins, Brunel découvre bientôt que, dégoûté du monde qui l'entoure et totalement misanthrope, Morlar est responsable de deux accidents récents : l'écrasement d'un avion de ligne en plein cœur de Londres, et la perte d'un équipage d'astronautes américains.
De son lit d'hôpital, où son activité cérébrale s'emballe à nouveau, il parvient à faire s'écrouler la cathédrale de Westminster à l'occasion d'une cérémonie à laquelle doit assister la Reine ; l'adjoint britannique de Brunel et son supérieur parviennent à empêcher la reine et son mari d'entrer dans la cathédrale, échouant cependant à empêcher l'écroulement de la cathédrale. Parallèlement, Brunel se rend à toute vitesse en voiture à l'hôpital pour débrancher le respirateur de Morlar.
Le respirateur débranché, Morlar, toujours dans le coma, écrit péniblement sur un bloc-notes le nom de la centrale nucléaire britannique de Windscale. Le dernier plan du film montre l'écran du scanner traçant l'emballement de l'activité cérébrale de Morlar, tandis que le reflet de Brunel montre son impuissance.

## Fiche technique
- Titre français : La Grande Menace
- Titre original : The Medusa Touch
- Réalisation : Jack Gold
- Assistants-réalisateurs : 1) Derek Cracknell / 2) Richard Jenkins
- Scénario : John Briley d'après le roman The Medusa Touch (non traduit en français) de Peter Van Greenaway (en), Éditions Gollancz, Londres, 1973, 255 pages,  (ISBN 9780575017023)
- Musique composée et dirigée par : Michael J. Lewis
- Directeur de la photographie : Arthur Ibbetson
- Cadreur : Freddy Cooper
- Décors : Peter Mullins, assisté de John Siddall
- Ensemblier : Jack Stephens
- Costumes : Elsa Fennell
- Montage : Anne V. Coates & Ian Crafford, assistés de John Nuth et Jeremy Hume
- Effets spéciaux : Brian Johnson
- Son : Ivan Sharrock
- Perchman : Ken Weston
- Scripte : Penny Daniels
- Casting : Irene Lamb
- Chef cascadeur : Eddie Stacey
- Producteurs : Sir Lew Grade, Elliott Kastner & Arnon Milchan
- Société de production : Coatesgold, ITC Entertainment, Bulldog Productions, Citeca Films
- Sociétés de distribution : Carlton International (Grande-Bretagne), Warner Bros. (USA)
- Durée : 105 minutes
- Sortie en France : 22 novembre 1978
- Genre : thriller, fantastique, drame

## Distribution
Légende : Doublage de 1978 / Redoublage de 2003
- Lino Ventura (VF : lui-même, Pierre Santini) : l'inspecteur Brunel
- Richard Burton (VF : Gabriel Cattand, Michel Le Royer) : John Morlar
- Lee Remick (VF : Danielle Volle, Frédérique Tirmont) : le docteur Zonfeld
- Harry Andrews (VF : Jean-Henri Chambois, Vincent Grass) : le commissaire divisionnaire
- Alan Badel (VF : Jean Berger, Michel Ruhl) : Quinton, l'avocat
- Marie-Christine Barrault (VF : elle-même, Anne Kerylen) : Patricia, ex-femme de Morlar
- Jeremy Brett (VF : Michel Le Royer, François Berland) : Edward Parrish
- Michael Hordern (VF : André Valmy) : Atropos, le médium
- Gordon Jackson (VF : Marc Cassot, Jean-Paul Tribout) : le docteur Johnson
- Michael Byrne (VF : Bernard Murat, Pierre Laurent) : le sergent Duff, l'adjoint blagueur de Brunel
- Robert Flemyng (VF : Jacques Beauchey) : le juge McKinley
- Robert Lang (VF : Michel Modo) : M. Pennington, le voisin de John Morlar
- Adam Bridges (VF : Gwenaël Sommier) : John Morlar à 10 ans
- Joseph Clark (VF : Vincent Ropion, Gwenaël Sommier) : John Morlar à 14 ans
- Derek Jacobi (VF : Philippe Bellay, Patrick Osmond) : Townley
- Avril Elgar (VF : Nicole Favart, Colette Veinhard) : Grace Pennington, la femme acariâtre de Pennington
- John Normington (VF : Claude d'Yd) : M. Copley, l'instituteur de John
- Philip Stone (VF : Georges Riquier) : l'évêque
- Malcolm Tierney (VF : Michel Paulin) : le diacre
- Norman Bird : le "Major" Henry Morlar, le père de John
- Victor Winding (VF : Georges Atlas) : un officier de police
- John Flanagan (VF : José Luccioni) : un policier

## Autour du film
- Dans sa copie originale anglaise, le film est d'une durée légèrement plus longue que celle diffusée en France : durant la catastrophe à l'abbaye de Westminster, quelques plans à caractère sanglant ont en effet été coupés, entre autres. La chose est d'autant plus étonnante que la censure française a toujours eu pour réputation d'être beaucoup moins stricte que l'anglaise.

## DVD (France)
Le film a fait l'objet de deux éditions sur le support DVD en France chez le même éditeur :
- La Grande menace (DVD-9 Digipack) sorti le 4 août 2004 édité par Elephant Films et distribué par Arcadès. Le ratio écran est en 1.85:1  16/9. L'audio est en Français 5.1 et 2.0 (Premier doublage de 1978) et Anglais 5.1 et 2.0 avec présence de sous-titres français. La durée du métrage est de 99 minutes bien que la jaquette annonce 104 minutes. En suppléments des filmographies de Lino Ventura, Richard Burton et Jack Gold, bandes annonces du film ainsi que le Pont de Cassandra et Ces Garçons qui venaient du Brésil, galerie de photos des affiches d'époque, galerie de photos du film, notes de production du tournage et des effets spéciaux. Il s'agit d'une édition Zone All[2].
- La Grande menace (DVD-9 Keep Case) sorti le 19 mai 2009 édité par Elephant Films et distribué par Arcadès. Le ratio écran est en 1.85:1  16/9. L'audio est en Français 5.1 et 2.0 (Premier doublage de 1978) et Anglais 5.1 et 2.0 avec présence de sous-titres français. Le contenu est identique à la première parution de 2004. Il s'agit d'une édition Zone All[3].